# Internazionali di Francia 1964
Gli Internazionali di Francia 1964 (conosciuti oggi come Open di Francia o Roland Garros) sono stati la 63ª edizione degli Internazionali di Francia di tennis. Si sono svolti sui campi in terra rossa dello Stade Roland Garros di Parigi in Francia.
Il singolare maschile è stato vinto da Manuel Santana, che si è imposto su Nicola Pietrangeli in quattro set col punteggio di 6–3, 6–1, 4–6, 7–5. Il singolare femminile è stato vinto da Margaret Court, che ha battuto in tre set Maria Bueno. Nel doppio maschile si sono imposti Roy Emerson e Fred Stolle. Nel doppio femminile hanno trionfato Margaret Smith Court e Lesley Turner Bowrey. Nel doppio misto la vittoria è andata a Margaret Smith in coppia con Ken Fletcher.

## Seniors

### Singolare maschile
Manuel Santana ha battuto in finale  Nicola Pietrangeli con il punteggio di 6–3, 6–1, 4–6, 7–5.

### Singolare femminile
Margaret Court ha battuto in finale  Maria Bueno con il punteggio di 5–7, 6–1, 6–2.

### Doppio maschile
Roy Emerson /  Ken Fletcher hanno battuto in finale  John Newcombe /  Tony Roche con il punteggio di 7–5, 6–3, 3–6, 7–5.

### Doppio Femminile
Margaret Smith Court /  Lesley Turner Bowrey hanno battuto in finale  Norma Baylon /  Helga Schultze con il punteggio di 6–3, 6–1.

### Doppio Misto
Margaret Smith /  Ken Fletcher hanno battuto in finale  Lesley Turner /  Fred Stolle con il punteggio di 6–3, 4–6, 8–6.